# Embaixada do Gabão em Brasília
A Embaixada do Gabão em Brasília é a principal representação diplomática gabonense no Brasil. O atual embaixador do país no Brasil é Jacques Michel Moudoute-Bell, no cargo desde outubro de 2015.

## História
Brasil e Gabão estabeleceram relações diplomáticas no fim a década de 1960, com a embaixada brasileira de Librevile sendo inaugurada em 1974. É a única de um país da América Latina na cidade.

## Serviços
A embaixada realiza os serviços protocolares das representações estrangeiras, como o auxílio aos gaboneses que moram no Brasil e aos visitantes vindos do Gabão e também para os brasileiros que desejam visitar ou se mudar para o país africano - a embaixada em Librevile registra trinta brasileiros no Gabão. Ela também realiza todas as funções consulares, visto que o país não possui outros consulados no Brasil, apenas dois consulados honorários em São Paulo e no Recife. Outras ações que passam pela embaixada são as relações diplomáticas com o governo brasileiro nas áreas política, econômica e cultural. Brasil e Gabão mantém cooperações em áreas como agricultura e defesa.